# متيم
متيم أغنية يمنية للفنان كرامة مرسال لقت رواجا واسعا في اليمن والخليج وهي من كلمات الشاعر راشد بن أحمد الجابري وألحان كرامة مرسال ومن بعده غنتها الفنانة أنغام والفنان علي بن محمد وآخرون 

## الكلمات
متيّم بالهوى يروي
حكاية حب مخفيّه مع من عاش وياهم
ولو الأمر ما يحوي
ما قلت الذي بيّـه ولكن بعد فرقاهم
لقيت القلب يهواهم
خطاي والخطى ما هو خطاهم
مكتوب الشقى ليّه
معاهم صادق النيّه
خلوني مع نفسي
أراجع ذكريات أمسي
و ماضي ما حصل ليّه بعد أن عز لقياهم
بالود قلبي يسقاهم
عساهم يذكروا ودي عساهم
في الروحات والجيّـة
معاهم صادق النيّة
ما حيلتي ما أسوي
رقيق القلب والنية ولا أدري عن نواياهم
بصدق الحب لهم أنوي
وأعلنها علانية قلبي كيف ينساهم
محلّق بين اجواهم
وراهم حيث ما رحلوا وراهم
وهم ما فكروا فيّ
معاهم صادق النيّة
أسير الحب لمن أشكي
على حظي أنا أبكي
لأني ما معي حيلة لأكسب بها رضاهم
ولا أقدر أقول ماباهم
هواهم كل شيء عندي هواهم
وأفديهم بعينيّا
معاهم صادق النيّة

## وصلات خارجية
الأغنية على اليوتيوب